# 국가영어능력평가시험
국가영어능력평가시험(NEAT, National English Ability Test)은 해외 영어시험(TOEIC, TOEFL 등)에 대한 의존도를 낮추고, 학생들의 영어 의사소통 능력 신장을 위해 교육과학기술부가 본격적으로 개발·도입했던 영어 시험이며, 읽기·듣기·말하기·쓰기 능력을 평가하는 인터넷 기반시험(IBT)으로 개발되었다. 1급과 2급, 3급의 시험 주관 기관이 달랐는데, 1급은 국립국제교육원에서, 2급, 3급은 한국교육과정평가원에서 주관하였다.
2009년부터 예비 평가를 실시하여 2012년부터 본 시험을 실시하다가, 여러 문제로 인하여 2015년을 끝으로 폐지되었다.

## 등급별 수준
- 1급: 성인용. 대학 2~3학년 수준. 졸업시험·취업·유학 시 TOEIC, TOEFL 등 대체
- 2급: 고등학생용. 영어가 많이 활용되는 학과 공부에 필요한 수준 (기초학술영어)
- 3급: 고등학생용. 기타 실용영어 활용의 대학수학 영어능력이 필요한 학과 요구 수준 (실용영어)

## 개요 (1급)
- 국가영어능력평가시험(1급)은 한국의 직업분야에서 공통적으로 필요한 기본적인 영어 의사소통 능력을 평가하는 시험(EGBP: English for General Business Purpose)으로, 대기업, 공사 및 외국계 기업 등의 수요조사 결과와 기업체의 자문 등을 최대한 반영하여 개발하고 있다.
- 앞으로 2012년 상반기까지 2차례의 모의평가를 더 실시하여, 그 결과를 분석하고, 다양한 의견수렴 과정을 거쳐 평가틀을 완성한 후, 2012년 하반기에 일반시행에 들어갈 계획이다.[1]

## 개요 (2급, 3급)

### 시험 응시 대상 및 응시 횟수
- 시험 시행 초기에는 고등학교 3학년 및 대입 희망자를 대상으로, 이들이 2급 시험과 3급 시험 중 자신의 진로와 필요를 고려하여 둘 중 하나를 선택하여 응시할 수 있다. 또한 시행 초기에 2회의 응시 기회가 부여될 예정이므로 2급 시험(또는 3급 시험)을 2회 응시할 수도 있고, 2급 시험과 3급 시험에 각각 1회씩 응시할 수도 있다. 시험이 안정적으로 정착된 이후 응시 대상 및 응시 기회의 확대 여부를 검토할 예정이다. (2011년 5월 26일 발표안)

### 성적 유효 기간
- 시험 일자로부터 2년 간이다.

### 성적 산출 방안
- 듣기, 읽기, 말하기, 쓰기 각 영역별로 학생들의 절대적인 성취 수준에 따라 4개 등급(A, B, C, D)로 구분하여 통보하며, 이와 함께 각 성취수준에 해당하는 학생들의 영어 능력을 기술(performance level description) 하여 제공한다. (2012년 국가영어능력평가시험 시행 계획)

### 출제 방안 및 채점 방안
- 시범평가 기간에는 합숙 출제와 문항 공모제를 병행하되, 점진적으로 문항 공모제 등을 통한 문항출제 방식을 체계화하고, 2012년 본격 시행 이전까지 적정 규모의 문제은행을 구축할 계획이다.
- 국가영어능력평가시험에서 듣기ㆍ읽기 영역은 채점 프로그램에 의한 자동 채점이 이루어지며, 말하기ㆍ쓰기 영역은 전문 채점자가 on-line으로 직접 채점을 하게 되는데 채점의 신뢰도를 높이기 위해 복수 채점을 하게 된다. (이상 2010년 6월 29일 발표안)
- 듣기, 읽기의 경우 선다형이므로 자동채점이 이루어진다.
- 말하기, 쓰기는 채점자가 서버에 접속하여 온라인으로 채점하게 된다. 신뢰도가 높은 채점자를 연차적으로 5,000명까지 확보해나갈 예정이다. (이상 2011년 5월 26일 발표안)

### 교육과정과의 연계

#### 2007 개정 교육과정
- 2급: 영어Ⅱ, 독해와 작문, 심화 영어 회화
- 3급: 영어, 영어Ⅰ, 실용 영어 회화

#### 2011 개정 교육과정
- 2급: 영어Ⅰ, 영어Ⅱ, 영어 회화, 영어 독해와 작문
- 3급: 실용 영어Ⅰ, 실용 영어Ⅱ, 실용 영어 회화, 실용 영어 독해와 작문

### 어휘 수준
- 2급: 교육과정 기본어휘[2][3][4]를 모두 포함한 3,000개의 어휘기본형
- 3급: 현행 교육과정에서 제시하는 2,000여개의 기본 어휘

### 학습 안내서, 단어집 제공
- 국가영어능력평가시험에 출제되는 문장 유형(pattern)과 어휘(vocabulary)의 범위를 사전에 명확하게 제시하고, 동 시험 대비 학습 안내서(NEAT 200)와 단어집(NEAT Voca 2000, 3000)을 개발, 보급했다. (2012년 6월)[5]

## 예비시험

### 2009년
- 고등학생용 2급, 3급 예비시험을 2009년 5월 28일(목) 과 29일(금) 양일간, 서울, 인천, 경기 지역 33개 고등학교 3학년 학생 약 4,000여명을 대상으로 실시했다.[6]
- 고등학생용 2급, 3급 예비시험을 2009년 9월 10일(목) 과 11일(금) 양일간, 전국 15개 시ㆍ도(제주도 제외) 40개 고등학교 3학년 학생 약 5,300여명을 대상으로 실시했다.[7]
- 고등학생용 2급, 3급 예비시험을 2009년 12월 21일(월) 과 22일(화) 양일간, 전국 15개 시ㆍ도(제주도 제외) 80개 고등학교 2학년 학생 약 10,000명을 대상으로 실시했다.[8]

### 2010년
- 성인용 1급 예비시험을 2010년 4월 24일(토) 서울·수도권 지역 대학생 및 직장인 등 약 2,000여명을 대상으로 실시했다.[9]
- 고등학생용 2급, 3급 예비시험을 2010년 9월, 34개 고등학교 학생 약 2,900명을 대상으로 실시했다.[10]
- 고등학생용 2급, 3급 예비시험을 2010년 12월 20일(월)~24일(금) 전국 16개 시ㆍ도의 169개 고등학교 2학년 학생 약 20,000명을 대상으로 실시했다.[10]

### 2011년
- 성인용 1급 예비시험을 2011년 1월 29일(토) 오전과 오후로 나누어 전국 17개 주요 도시 25개 시험장에서 대학생, 직장인 등 일반인 4,000명을 대상으로 실시했다.[11]
- 고등학생용 2급, 3급 예비시험을 2011년 3월, 16개 고등학교 학생 1,900명을 대상으로 실시했다. (2011년 5월 26일 발표 자료에 있음)
- 고등학생용 2급, 3급 예비시험을 2011년 5월 26일(목) 과 27일(금) 양일간, 전국 16개 시ㆍ도의 80개 고등학교 3학년 학생 약 12,000명을 대상으로 실시했다.[12]
- 성인용 1급 예비시험을 2011년 7월 30일(토) 전국 45개 도시에서 대학생, 직장인 등 일반인 2,000여명을 대상으로 실시했다.[1]
- 성인용 1급 예비시험을 2011년 12월 17일(토) 오전과 오후로 나누어 전국 44개 주요 도시의 48개 시험장에서 대학생, 직장인 등 일반인 4,000여명을 대상으로 실시했다.[13]

### 2012년
- 고등학생용 2급, 3급 모의 평가를 2012년 5월 20일(일) 전국 16개 시도 109개 시험장에서 고등학교 3학년 재학생을 대상으로 실시했다.[14]

## 본 시험

### 2012년
- 고등학생용 2급, 3급 1차 시험을 2012년 6월 24일에 실시했다.
- 고등학생용 2급, 3급 2차 시험을 2012년 7월 29일에 실시했다.
- 성인용 1급 시험을 2012년 9월 26일에 실시했다.[15]

### 2013년
- 고등학생용 2급, 3급 1차 시험을 2013년 6월 2일에 실시했다.
- 고등학생용 2급, 3급 2차 시험을 2013년 7월 28일에 실시했다.
- 성인용 1급 시험을 2013년 5월 11일에 실시했다.

## 대학입시제도 개편

### 수시모집 활용 가능
- 강릉원주대학교, 공주대학교, 대진대학교, 동서대학교, 부경대학교, 창원대학교, 한국해양대학교 등 7개 대학이 2013학년도 수시모집에서 국가영어능력평가시험 성적을 시범적으로 반영했다.[16] 또한, 2014학년도부터 동덕여자대학교 등 27개 4년제 대학에서 2014학년도 수시모집에서 국가영어능력평가시험 성적을 활용하였으며, 신구대학교 등 9개 전문대학에서도 활용하였다.[17]

### 2014학년도 대학수학능력시험과의 관계
- 2014학년도 대학수학능력시험 영어 A형은 국가영어능력평가시험 3급, 영어 B형은 국가영어능력평가시험 2급과 유사하게 출제될 전망이다.[18][19]

### 수능 외국어영역(영어) 대체 여부
- 교육과학기술부는 수능 외국어영역을 국가영어능력평가시험으로 대체할 지 여부를 시험의 공신력 인정 정도, 의견수렴 결과를 종합하여 2012년 하반기에 최종 결정하기로 하였다. 2012년 첫 시험의 결과를 보고 수능 대체 여부를 결정하겠다는 것이므로, 만약 수능을 대체하는 쪽으로 결정이 난다면 최소 3년의 유예기간을 둬야 하므로 2016학년도 수능 이후부터 수능 외국어영역을 대체하게 될 것이다.[20][21] 하지만, 준비가 부족하여 국가영어능력평가시험 자문위원회의 내용을 중심으로 2018학년도 대체가 유력하다고 보도하였다.[22]
- 그러나, 2013년에 서남수 교육부 장관은 NEAT의 수능 대체는 학생들의 학습부담이 커지고, 사교육을 조장한다는 이유로, 결국 NEAT 수능대체를 백지화하였다.

### 현행 수능 외국어영역(영어) 과의 난이도 비교
- 국가영어능력평가시험이 대학수학능력시험보다 조금 더 쉽게 출제될 예정이다. 어휘 수에서는 국가영어능력평가시험(2급)이 현행 수능에 비해 1,000단어 이상 적을 뿐만 아니라, 2급 시험 읽기 영역의 예상 정답률은 수능에 비해 5～10% 정도 높다. (2011년 5월 26일 발표안)

## 영어과 교육과정 개정
- 국가영어능력평가시험 시행에 맞춰 2011년에 2009 개정 교육과정의 '영어과 교육과정'을 개정했다.

### 적용 연도
- 2013년 3월 1일: 중학교 1학년, 고등학교 1학년
- 2014년 3월 1일: 초등학교 3, 4학년, 중학교 2학년, 고등학교 2학년
- 2015년 3월 1일: 초등학교 5, 6학년, 중학교 3학년, 고등학교 3학년

### 2013년
- 2013년 기준으로 초중고교 모두 2006년 8월 29일에 고시한 2007년 개정 교육과정의 '영어과 교육과정' 을 적용하고 있다. 다만 중학교 1학년과 고등학교 1학년은 2011년 개정 교육과정을 적용한다.

## 논란
2012년에 두 차례 시행된 2~3급 시험에서 듣기·읽기·말하기·쓰기 4개 영역에서 모두 최고점수인 A등급을 받은 수험생은 2급의 경우 17.4%, 3급은 29.9%에 달해 '변별력' 논란이 일 것으로 예상된다. 이러한 이유로, 서울대학교, 연세대학교, 고려대학교를 비롯한 서울, 수도권 소재 주요 상위권 대학들은 NEAT 시험을 꺼리고 있다. 또한 1급 시험의 경우, 국외에서 시험의 공신력을 확보해야 한다.
운영면에서도 2013년에 시행된 2~3급 시험에서 전산 오류가 발생하였고, 이로 인해 수험생이 시험이 끝나고 답안을 작성하는 일이 있는 등 부실하게 운영하게 했다는 지적이 있다.

## 시험 결과
김선동 의원(한나라당)이 2010년 10월 5일 교육과학기술부로부터 제출받은 자료에 따르면 지난해 세 차례 실시된 국가영어능력평가시험(한국형 토플) 예비시험에서 말하기와 쓰기 영역의 성적이 듣기와 읽기 영역의 성적보다 낮은 것으로 나타났다.

## 폐지
국가영어능력평가시험은 박근혜 정부에 들어서 낮은 활용도와 저조한 응시자 수로 인해 더 이상 예산 반영을 하지 않음으로써 2014년에 고등학생을 대상으로 하는 2급과 3급이 폐지되었으며, 2015년에는 일반인을 대상으로 하는 1급이 폐지되었다.

## 같이 보기
- 대학수학능력시험
- 대한민국의 고등학교 교과목
- 한국교육과정평가원
- 국립국제교육원

## 참고 자료
- 영어교육 혁신방안(2006년 11월 3일)[깨진 링크(과거 내용 찾기)]
- 국가영어능력평가시험 도입 계획 발표(2007년 7월 30일)
- 국가영어능력평가시험 개발 방안 확정, 수능대체 여부는 2012년에 결정하기로(2008년 12월 18일)
- 국가영어능력평가시험(1급) 개발 추진 컨소시엄 선정(2009년 11월 11일)
- 국가영어능력평가시험 채점 인력풀 신청 안내(2010년 4월 25일 마감)[깨진 링크(과거 내용 찾기)]
- 국가영어능력평가시험(2, 3급) 개발 및 운영 방안 공청회(2010년 6월 29일)
- 2011년 국가영어능력평가시험 및 영어과 교육과정 개정 방향 공개 토론회(2011년 5월 26일. 한국교육과정평가원)[깨진 링크(과거 내용 찾기)]
- 국가영어능력평가시험 및 영어과 교육과정 개정 방향’공개토론회 개최(2011년 5월 26일. 공감코리아)
- 국가영어능력평가시험 소개(공개토론회 자료집 등. EBSe)
- 국가영어능력평가시험 바로알기 설명자료(2011년 6월 30일 학부모 교육정책 설명회용)[깨진 링크(과거 내용 찾기)]